# Pont du Change
Pour les articles homonymes, voir Pont de pierre.
Le pont du Change est un ancien pont de Lyon traversant la Saône à Lyon. Bâti vers 1070, il a été remplacé en 1842 par un nouveau pont et définitivement détruit en 1974. Le pont Maréchal-Juin a été construit 150 mètres en aval pour compenser la destruction du pont du Change et être aligné sur la rue Grenette.

## Noms
Au cours des siècles, il change plusieurs fois de nom : pont de Pierre (attesté au XIIIe siècle et vers 1810), pont de Saône (vers 1680), pont de Nemours (nom attesté en 1844 et officiellement attribué le 15 janvier 1852), pont de la Liberté (vers 1849). Finalement, c'est le nom de pont du Change, attesté dès le XIe siècle, qui s'impose définitivement.

## Pont du Change
Le pont du Change est le premier construit à Lyon, il sera le seul sur la Saône jusqu'à la construction du pont de l'Archevêché terminé en 1642.

### Premier pont
C'est l'archevêque Humbert qui est à l'origine du premier pont sur la Saône et qui en a probablement vu l'achèvement ; il a gouverné deux fois l'Église de Lyon entre 1052 et 1056, puis entre 1070 et 1076, ce qui place la période de construction entre 1052 et 1077.
Ce pont fut construit avec de nombreuses pierres provenant de ruines antiques locales, on en a retiré deux autels tauroboliques et deux épitaphes (appartenant à Lucius Besius et Severia Valerina) conservés depuis au musée gallo-romain de Fourvière.
Consacré en 1076 par Humbert, il permet de relier les deux points centraux de la cité, avec d'un côté la rue Mercière et l'église Saint-Nizier, de l'autre la place du Change, au cœur du Vieux-Lyon, où se tiennent les foires et les transactions commerciales. Ce pont bâti en pierre est composé de huit arches très solides car ancrées sur une base rocheuse qui barre la Saône. Située à proximité de la rive gauche, une seule arche, surnommée l'« Arche merveilleuse » (ou des merveilles, de la fête des Merveilles) ou « le rapide de la mort qui trompe », permet le passage des bateaux. Les entrées du pont sont couvertes de maisons hautes de trois à quatre étages et abritant principalement des orfèvres. En son centre, on érigea une chapelle qui fut remplacée au début du XIXe siècle par un édicule destiné aux pompiers.

Représentations et photos
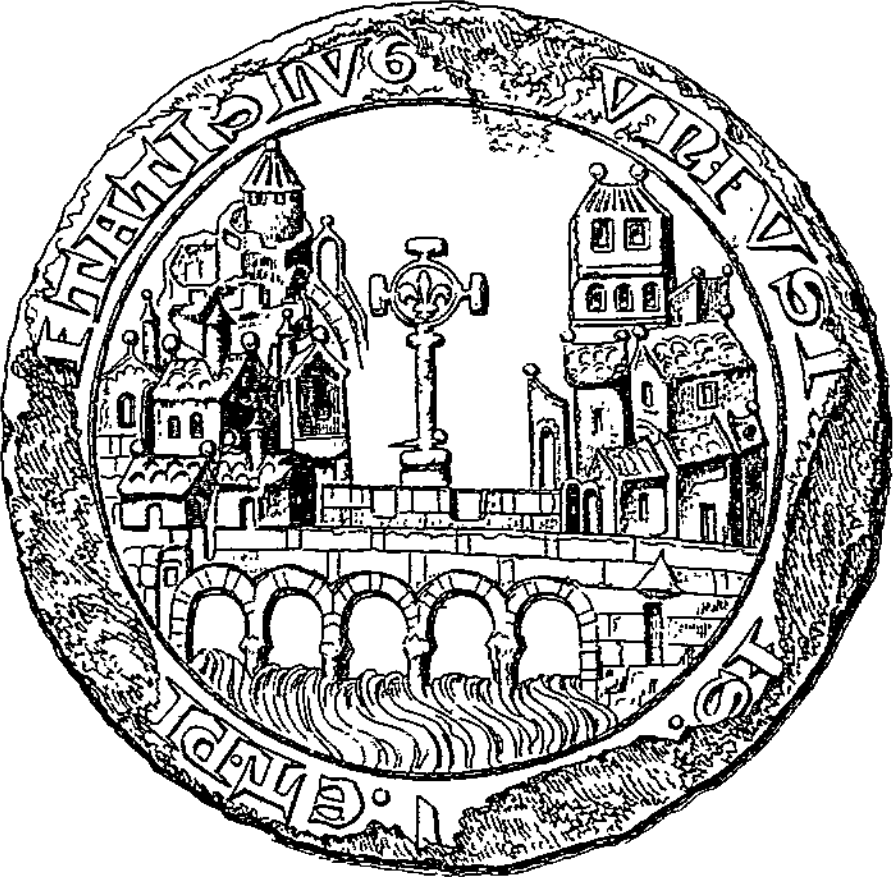
Pont de Saône stylisé sur le sceau de la ville de Lyon de 1271, avec la croix d'origine.
Sur la vue de Lyon en 1550.
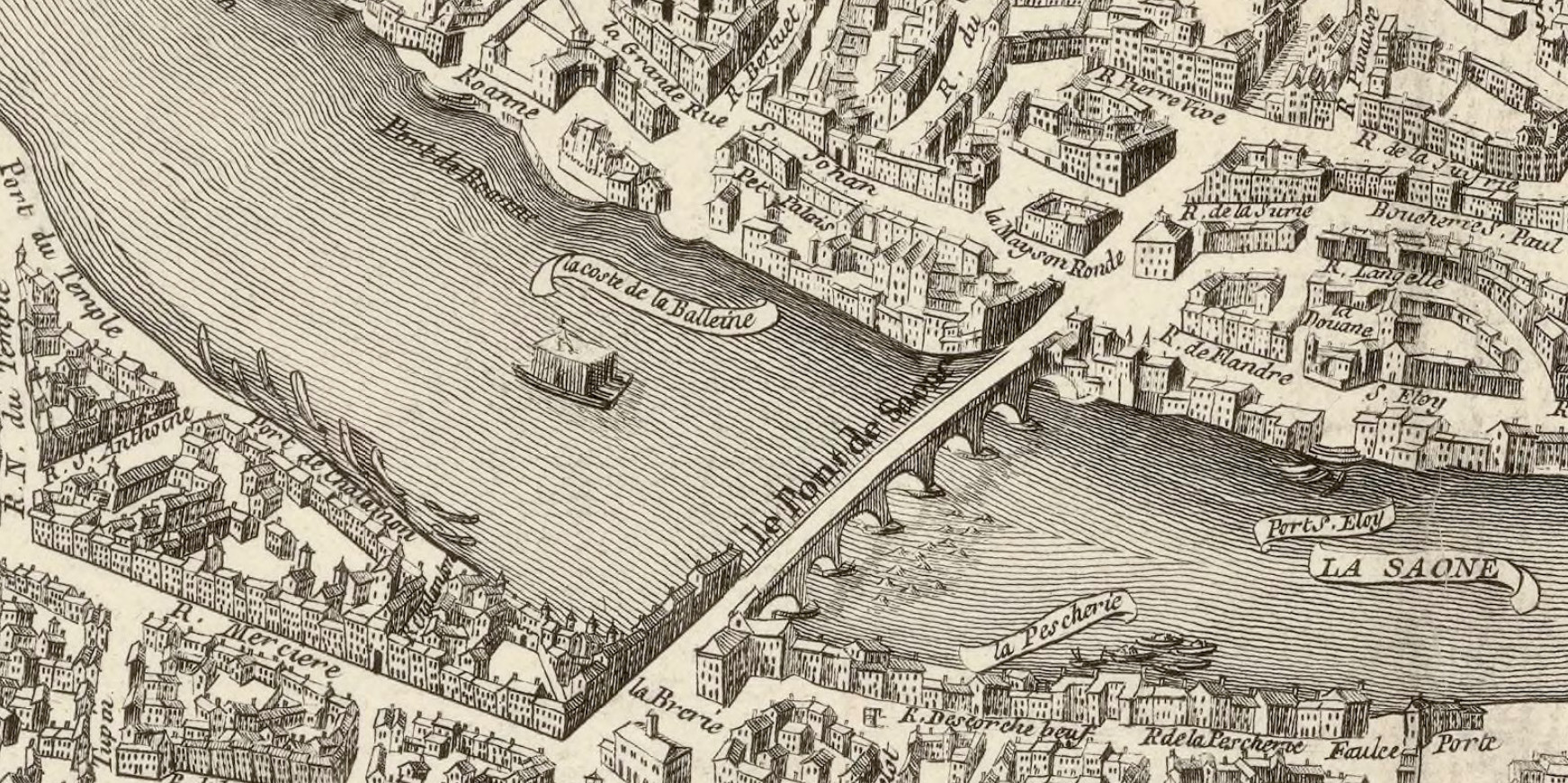
Dessin sur le plan scénographique de Lyon, copie du XVIIIe siècle par Maurille-Antoine Moithey.
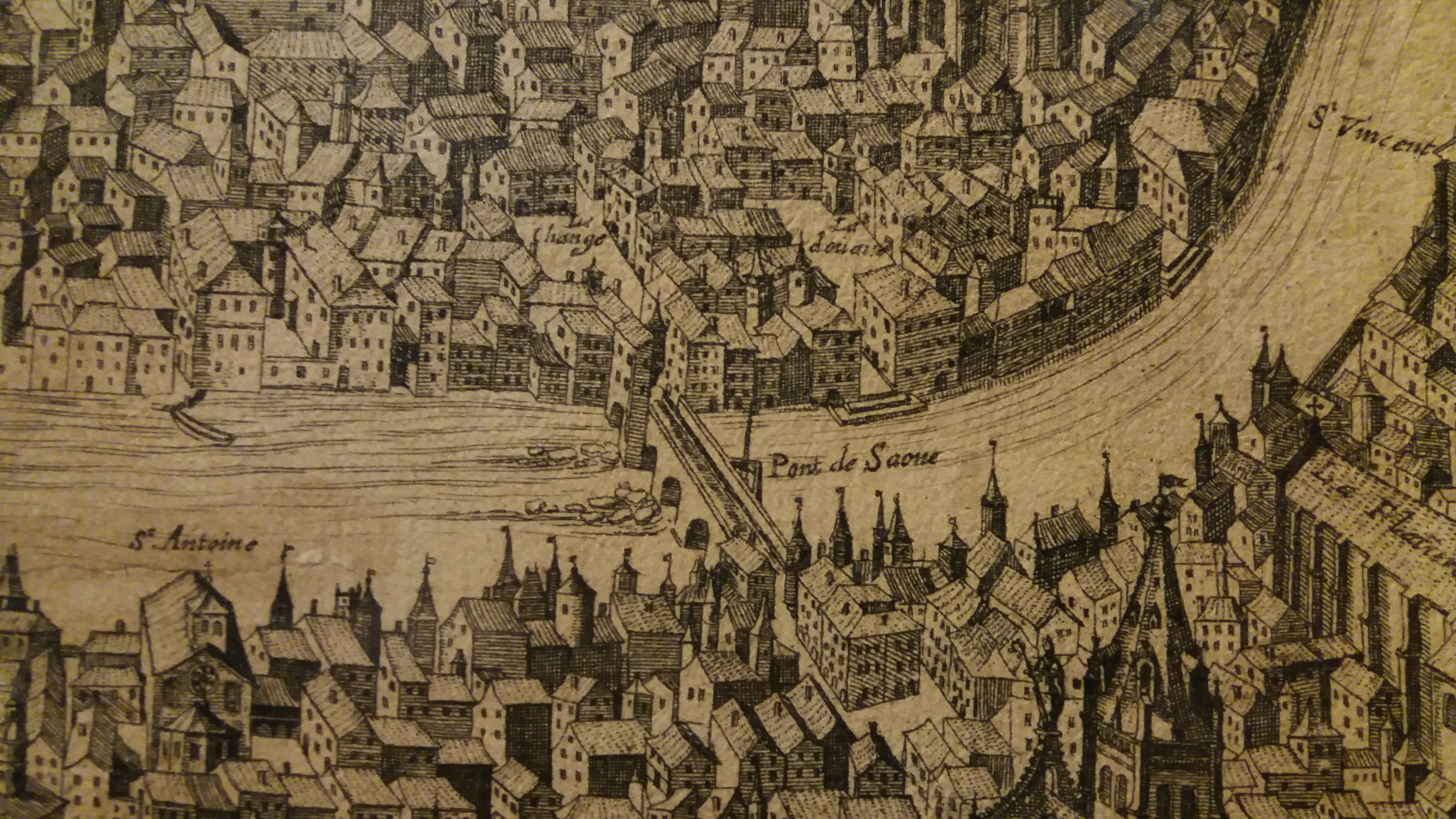
Détail de la Grande vue de Lyon de Simon Maupin, 1625.
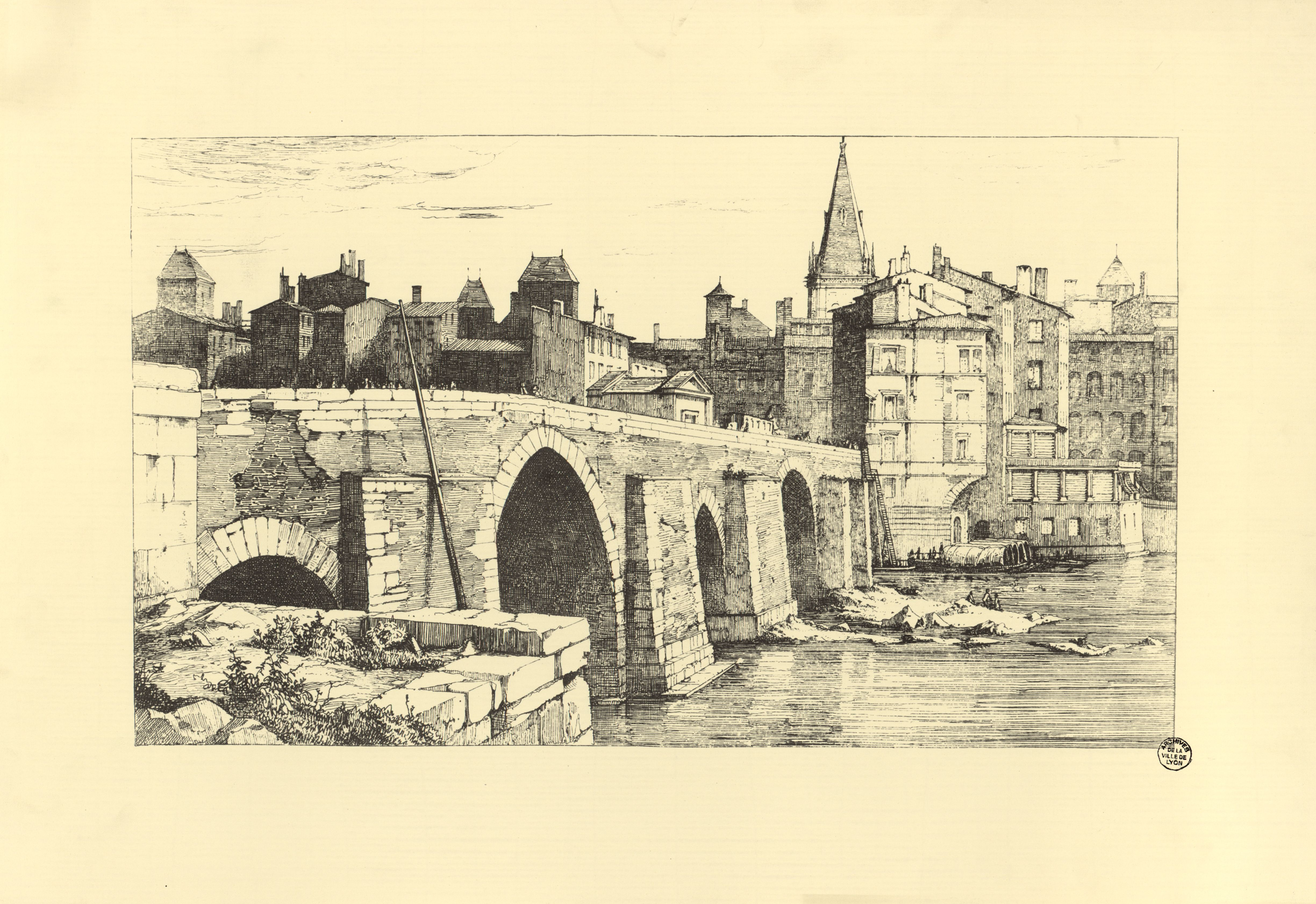
Pont de Pierre (vue d'aval), eau-forte par Hippolyte Leymarie, 1838.
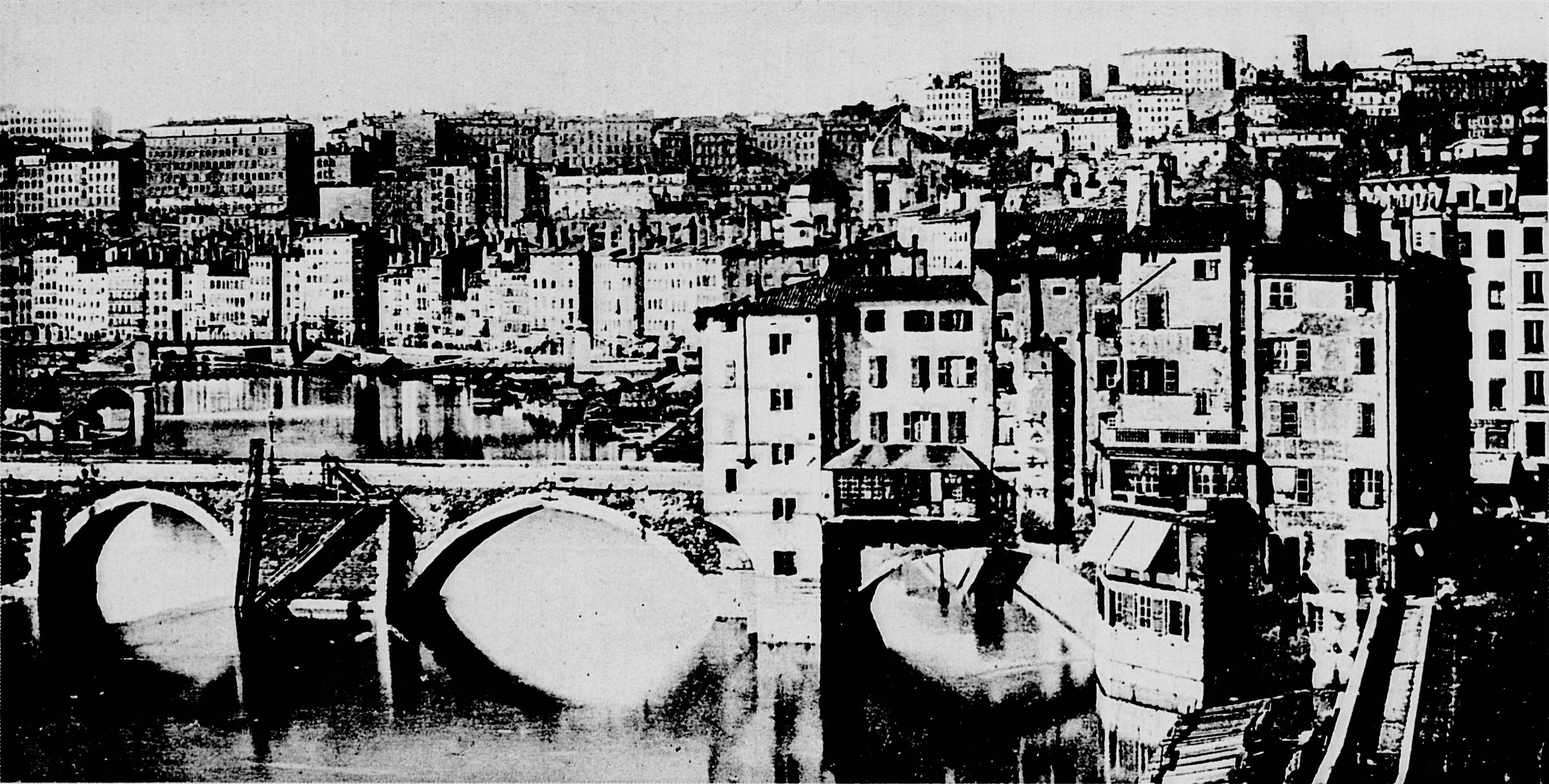
Les trois arches côté Saint-Nizier, photo prise vers 1840.
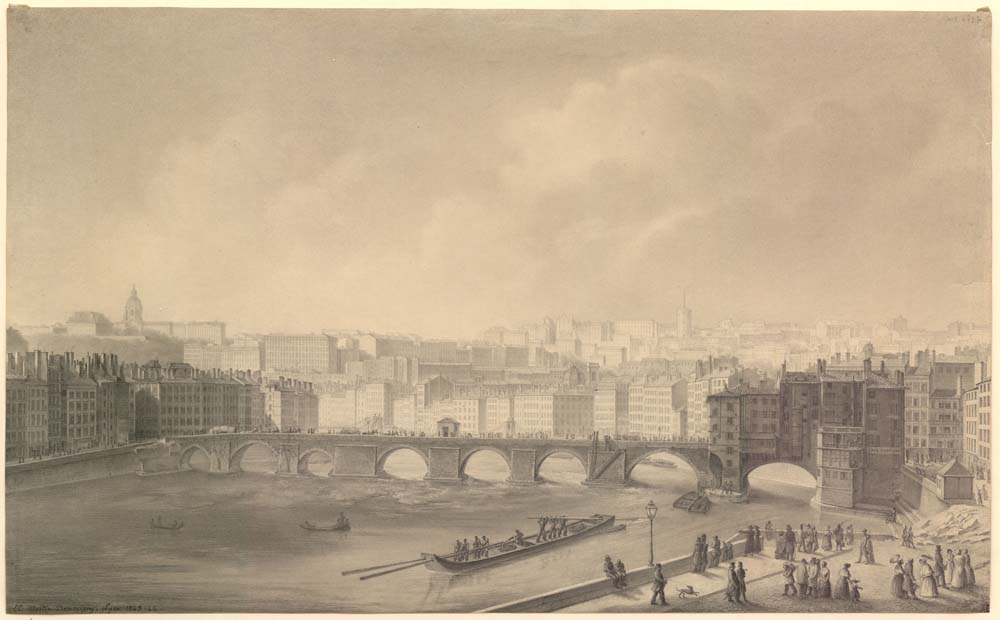
Vue du premier pont. Dessin à la mine de plomb par E. C. Martin-Daussigny, 1846.
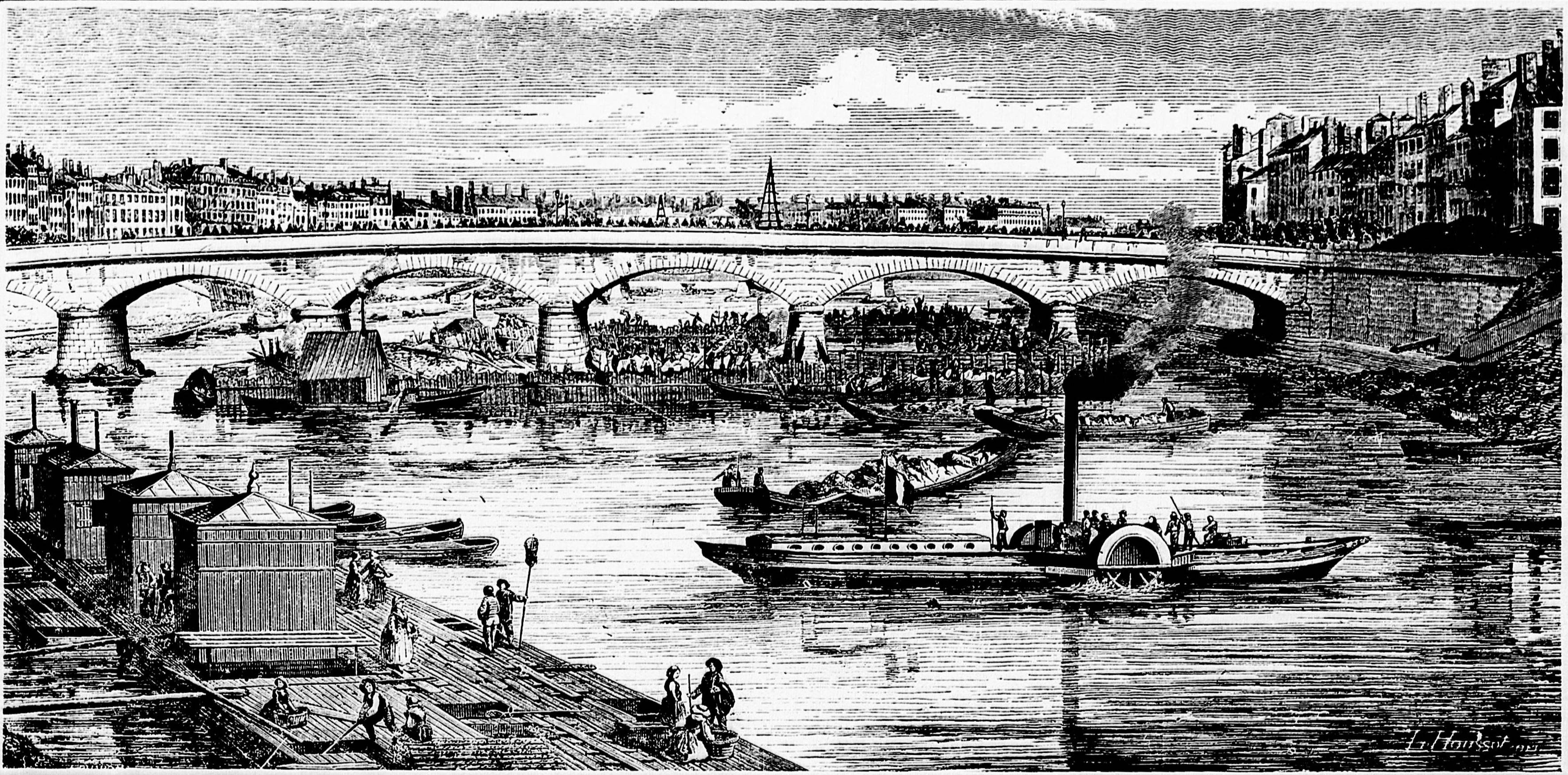
Travaux du pont de Nemours, 1861.
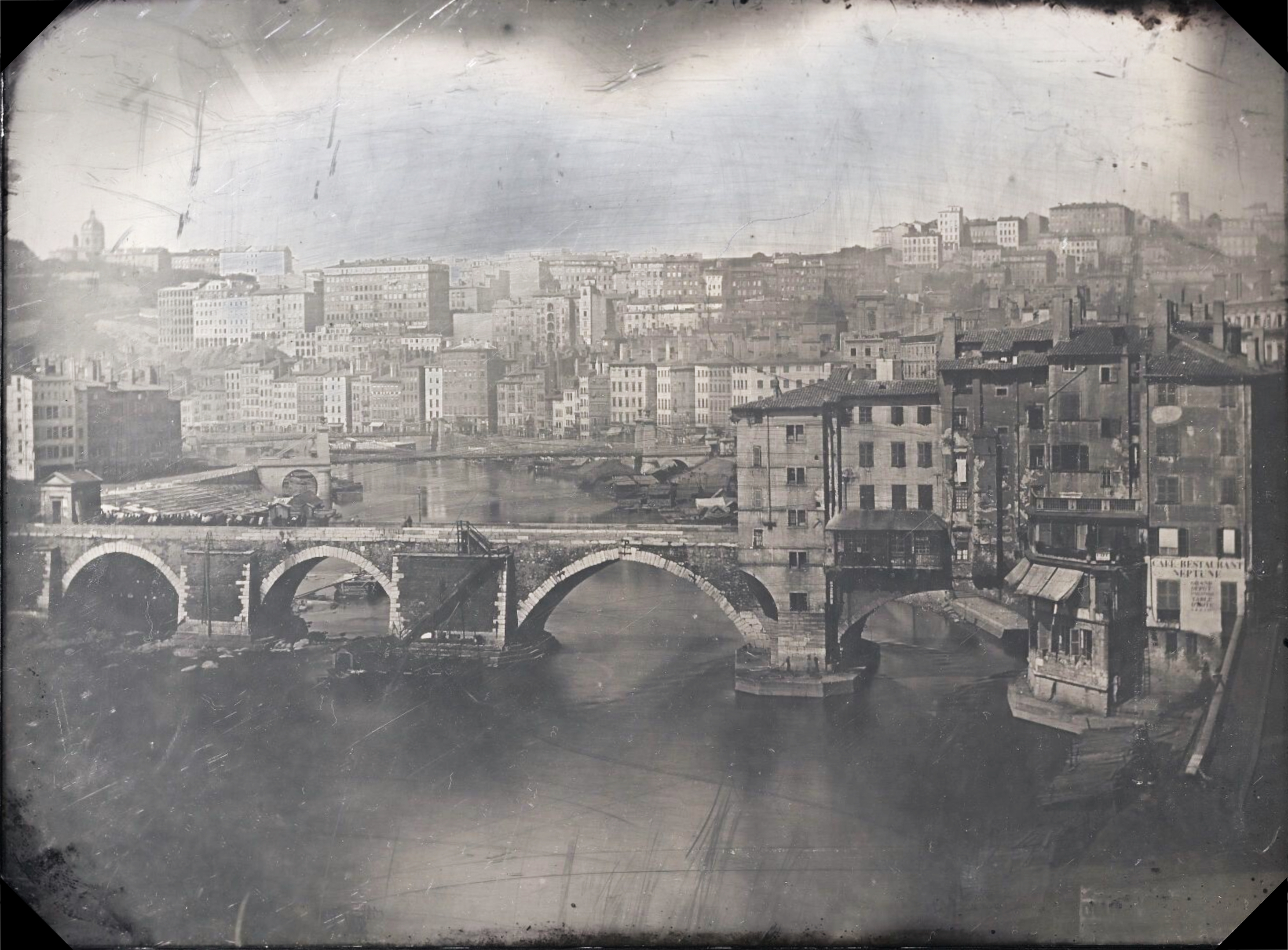
Daguerréotype du vieux pont du Change de Lyon vers 1840

#### Vierge à l'Enfant de Mimerel

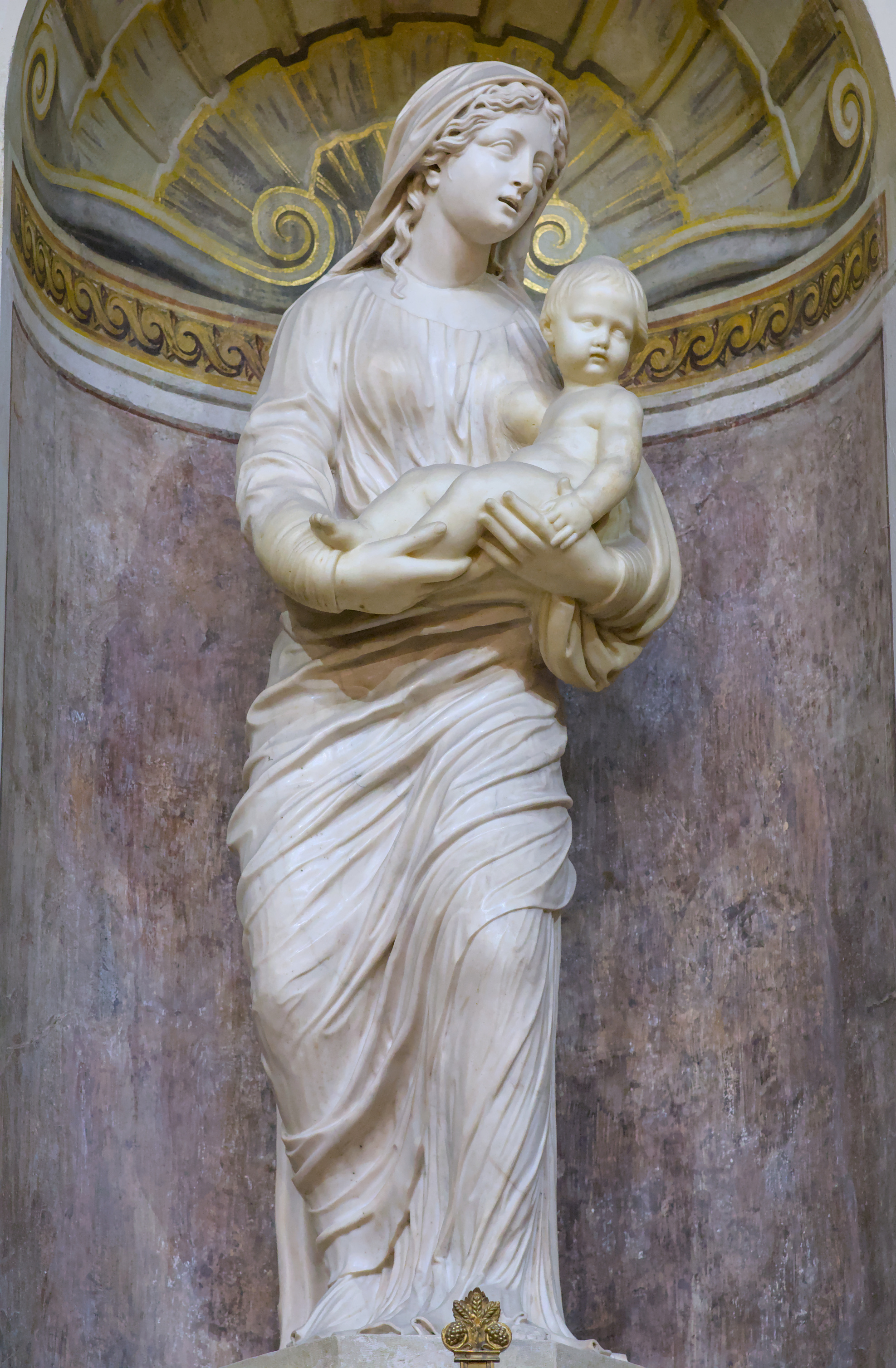
Vierge de Mimerel.

Lassés des épidémies de peste, les échevins placent Lyon sous la protection de la Vierge Marie le 12 mars 1643. L'épidémie est stoppée : une reconnaissance annuelle est alors instaurée par une procession en date du 8 septembre, et l'édification de deux Vierges en marbre blanc est décidée. La première statue est érigée en 1659 place du Change, mais elle n'a pas laissé de trace. La seconde est commandée à Jacques Mimerel le 23 janvier 1659, puis installée en 1662 au milieu du pont du Change, sur l'avant-bec où se trouvait précédemment une croix en pierre. Elle est insérée dans un oratoire. L'ensemble, qui aurait été abîmé par un échafaudage autour de 1816, est démonté : la statue est déplacée à l'Hôtel-Dieu, et le baron Rambaud ordonne de transformer la niche en fontaine au bas du Chemin-Neuf, contre le bâtiment des religieuses de Sainte-Marthe. Le père de Pierre Bossan réalise les travaux entre 1819 et 1820, mais elle est aujourd'hui cachée derrière le mur de soutènement construit après la catastrophe de Fourvière.

### Second pont
En 1842, le projet de nouveau pont de l'ingénieur Auguste Jordan, plus compatible avec les exigences de la navigation fluviale, est choisi : sa première pierre est posée le 25 septembre 1843 par Louis d'Orléans, duc de Nemours, à quelques mètres en aval du premier. Il est inauguré en mars 1846. L'année suivante, il est élargi grâce à des encorbellements et passe à une largeur d'environ 14,5 m. Le pont est fortement endommagé par des charges explosives posées par les forces allemandes avant leur retraite pendant la Seconde Guerre mondiale.

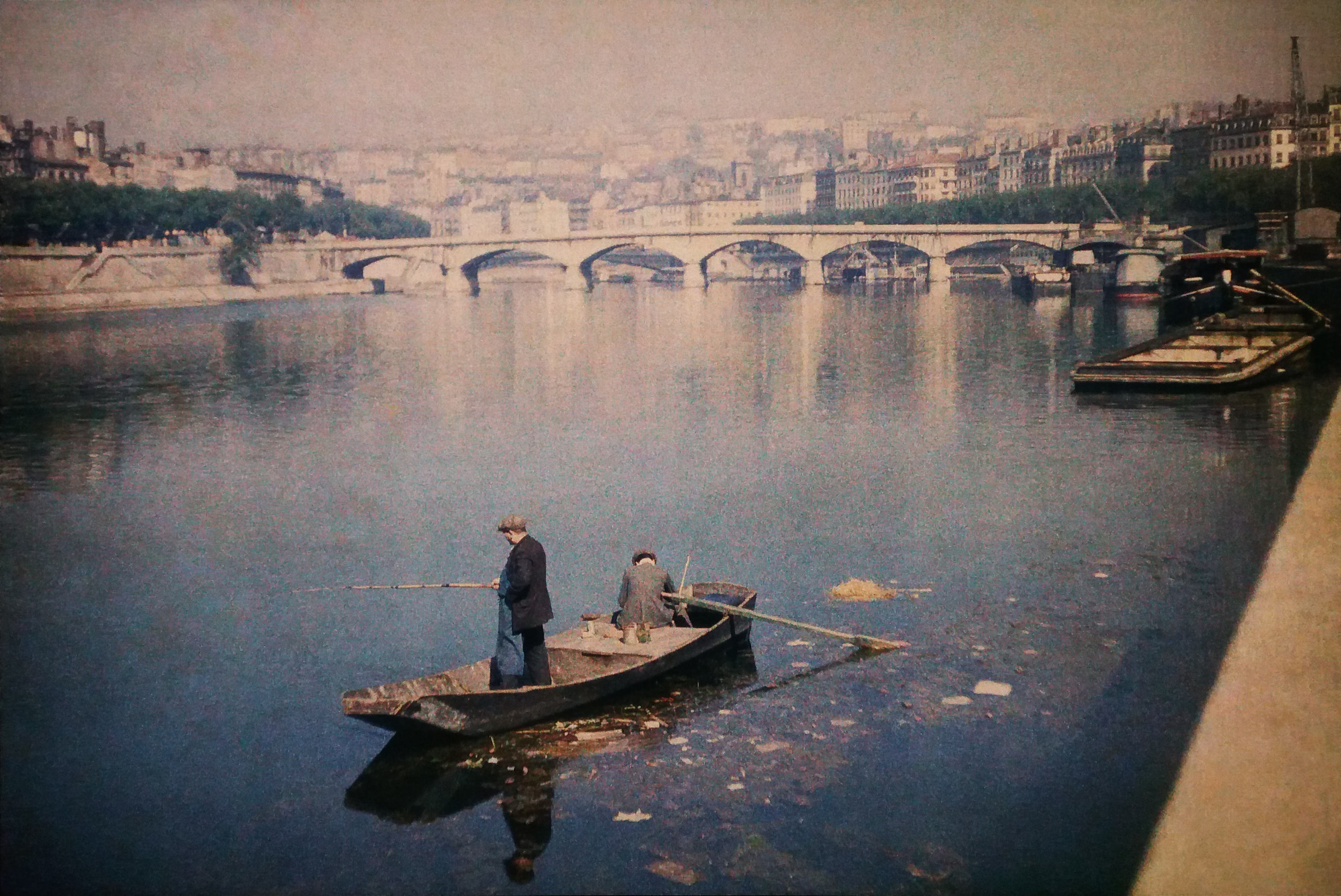
Pont du Change en 1935 (autochrome).
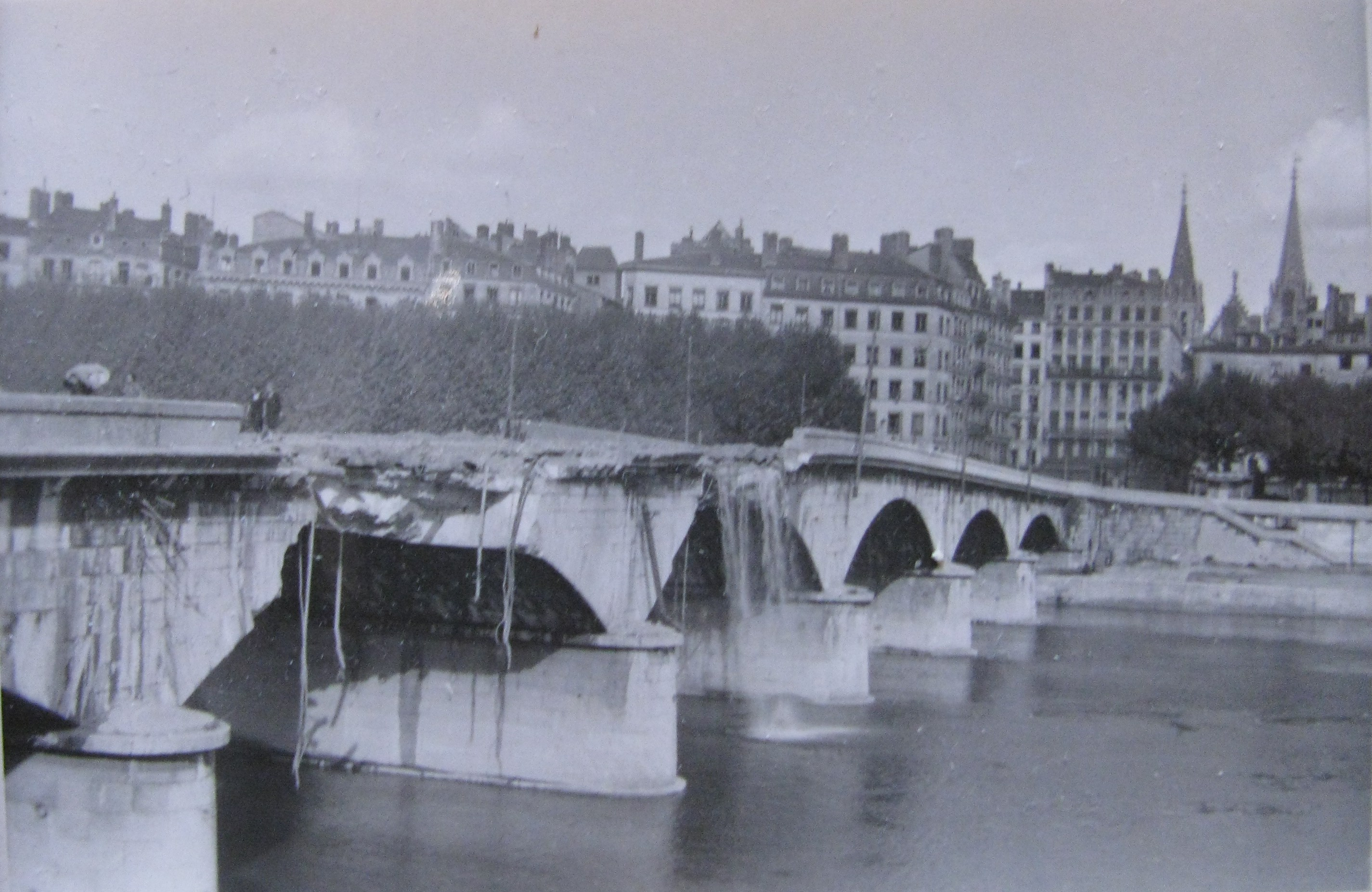
Le pont du Change en 1944, fortement endommagé par les charges explosives allemandes.

### Pont Maréchal-Juin

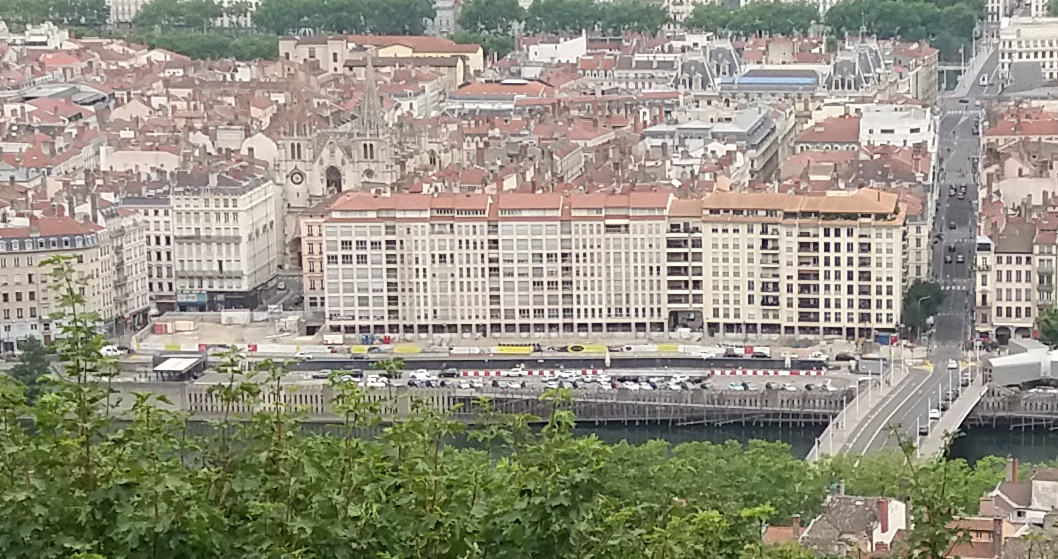
Pont Maréchal Juin à droite et emplacement du pont du Change à gauche, en face de l'église Saint-Nizier.

Trop gênant pour la navigation fluviale et ne répondant pas aux exigences de la circulation automobile, il est démoli en 1974 et un nouveau pont, le pont Maréchal-Juin est construit quelque 150 m en aval afin d'être dans l'alignement de la rue Grenette. Le nouveau pont dessiné par l'architecte Gilbert Lamboley est construit entre 1971 et 1973 sous la direction de l'ingénieur Merlin. Il est inauguré le 8 décembre 1973. Long de 131,80 m, il est doté d'une chaussée de 14 m encadrée par des trottoirs de 4 m.